# Lew brunszwicki

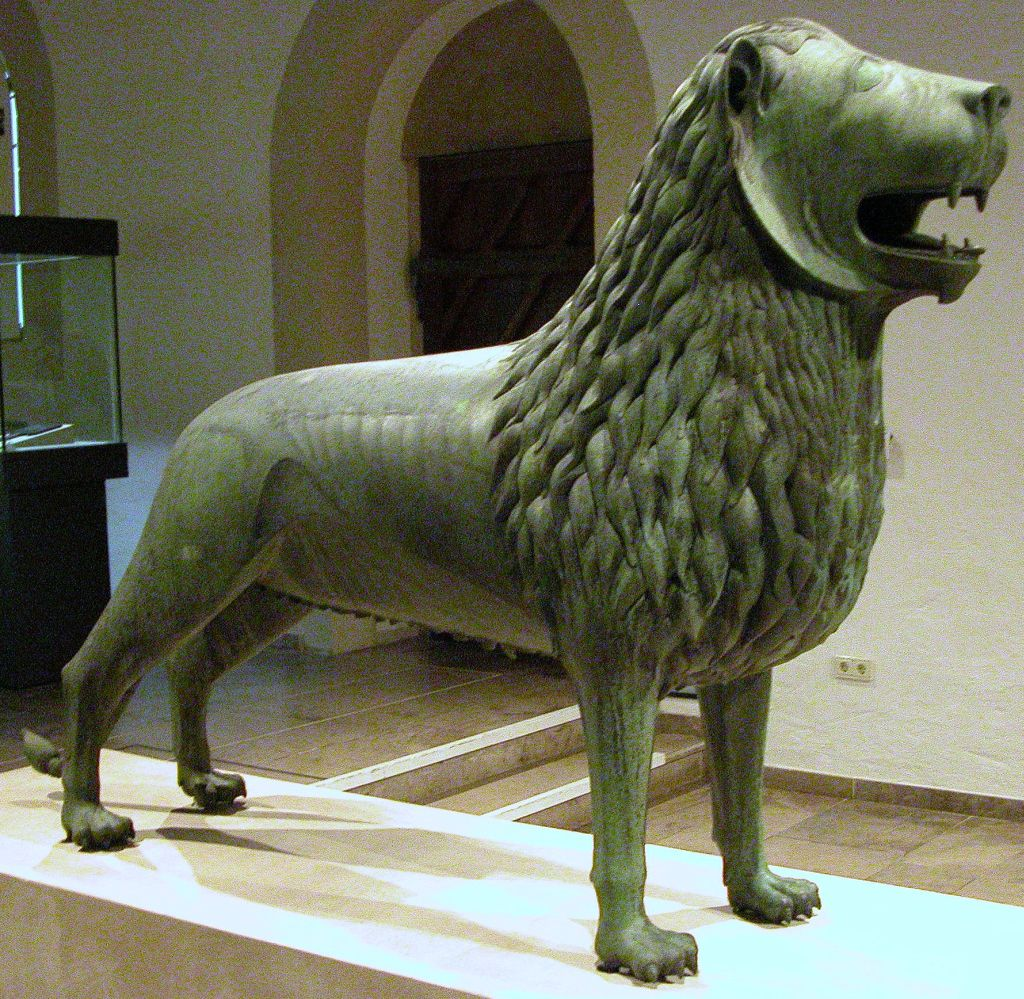
Zdjęcie oryginalnego Lwa brunszwickiego

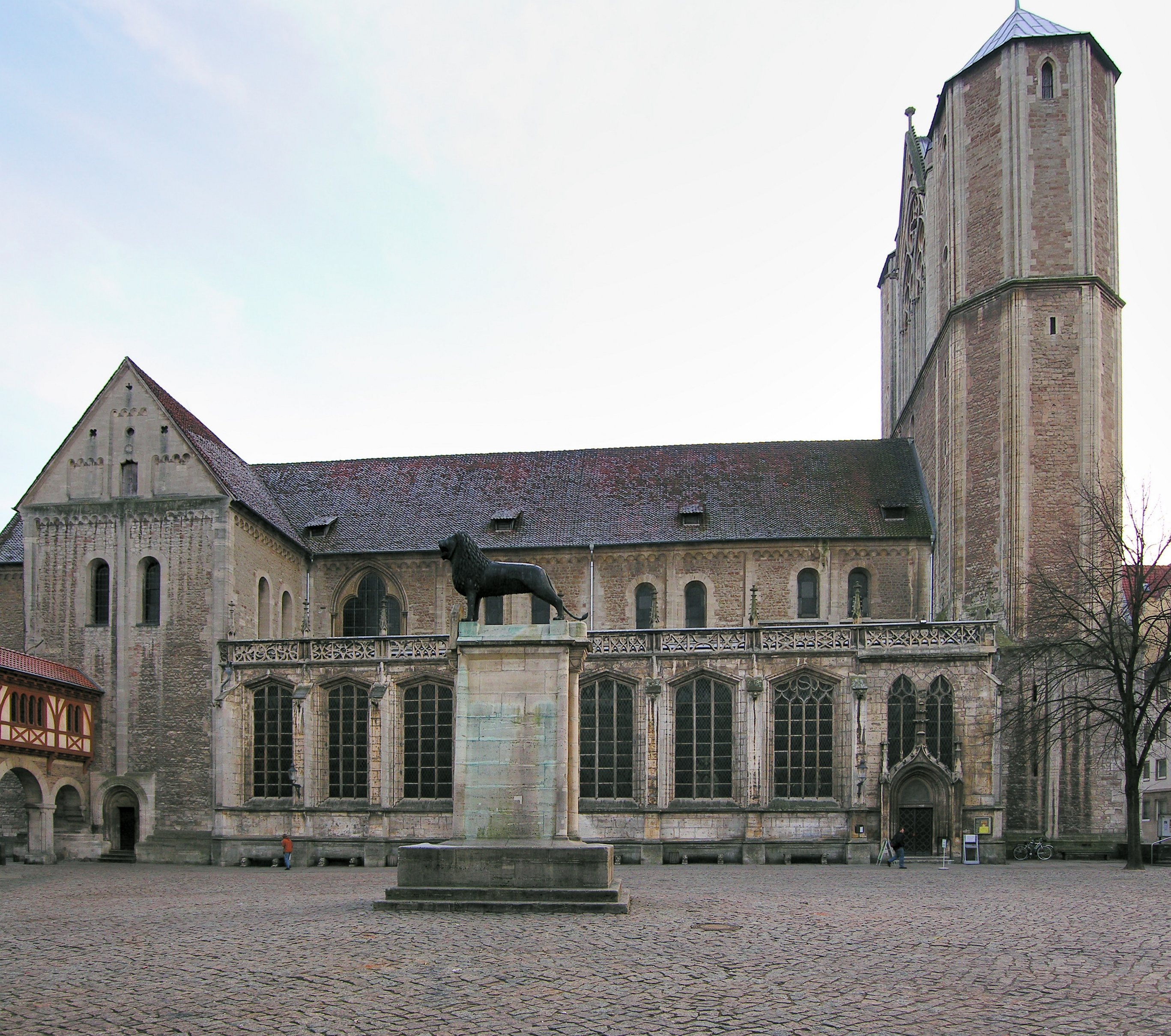
Pomnik Lwa brunszwickiego (w tle katedra)

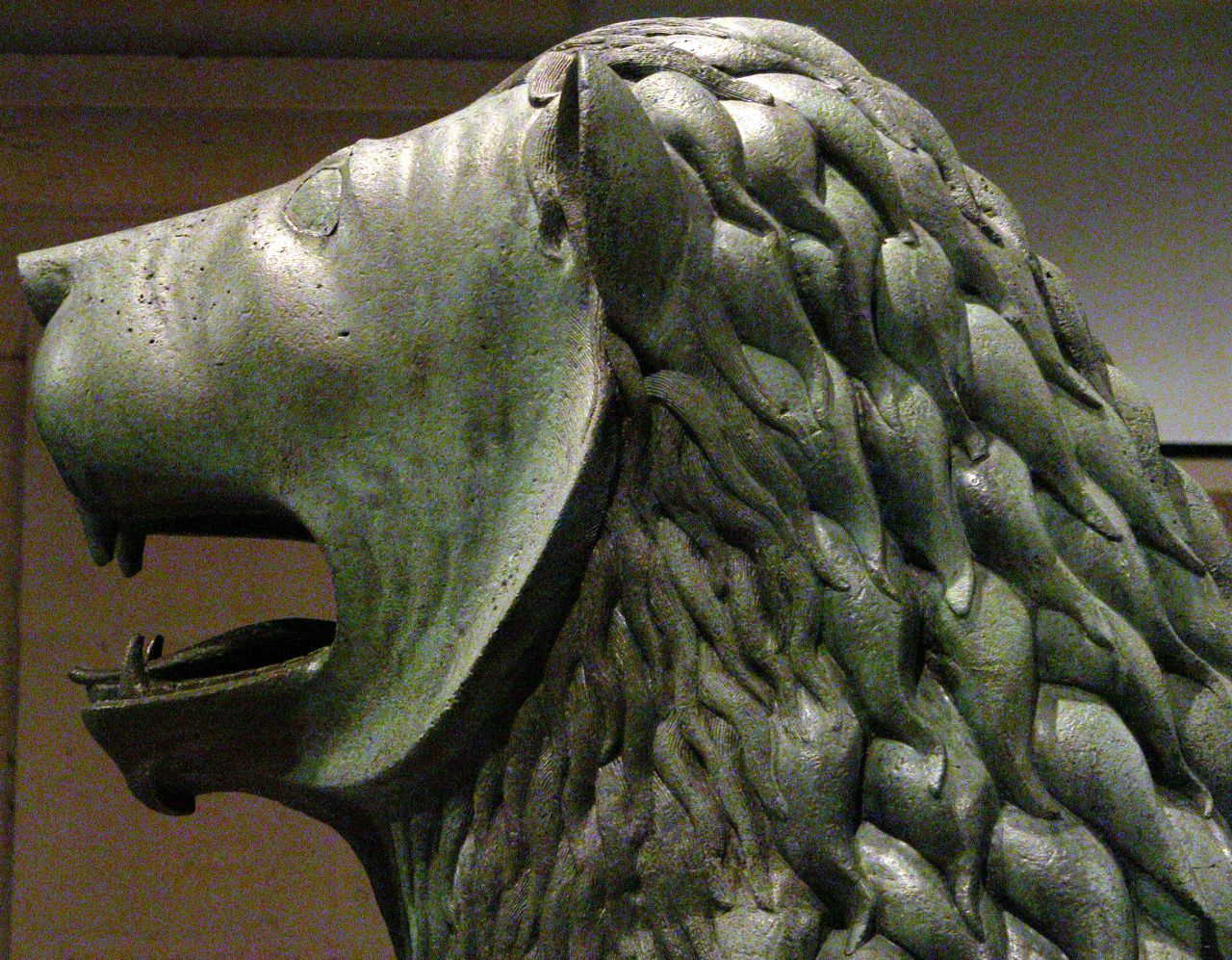
Głowa oryginalnej rzeźby

Lew brunszwicki (niem. Braunschweiger Löwe lub też Burglöwe; dawniej również Löwenstein) – zoomorficzne ukazanie księcia Henryka Lwa, założyciela siedziby książęcej w Brunszwiku i fundatora tego romańskiego dzieła, przykład sztuki ludwisarskiej, najstarsze średniowieczne dzieło sztuki pomnikowej. 
Henryk Lew obrał Brunszwik na nowe miejsce dla swojej siedziby, wzniósł monumentalny zamek Dankwarderode i kolegiatę (obecnie katedrę), tworzące duży reprezentacyjny plac Zamkowy, niem. Burgplatz, na którym w 1166 postawił pomnik przedstawiający ryczącego, wspiętego na przednich łapach, lwa. Prawdopodobnie za ideowe wzory dla dzieła miały posłużyć antyczna rzymska statua, znana jako Wilczyca kapitolińska, pomnik cesarza Marka Aureliusza, a ponadto liczne wizerunki lwów weneckich symbolizujących świętego Marka, patrona miasta. Odniesienia do tradycji rzymskiego antyku w sztuce, a także w kulturze Rzeszy były wówczas żywe. Co więcej, Henryk Lew przez długi czas wspierał swego starszego kuzyna cesarza Fryderyka I Rudobrodego, także podczas działań politycznych i wojennych na terenie Italii. 
Lew brunszwicki został wykonany z brązu, prawdopodobnie w miejscowym warsztacie, na bazie rud miedzi wydobytych w Rammelsberg koło Goslaru. Warsztat, w którym odlano lwa, ma związek z wykonaniem innych dzieł romańskiej rzeźby brązowej – siedmioramiennego świecznika i stołu ołtarzowego dla brunszwickiej katedry. Stylizowany, lecz pełen życia, lew posłużył jako pomnik, który został postawiony na kamiennym postumencie na placu przed zamkiem. Ten monumentalny (waga 880 kg, wysokość na 1,78 m i długość 2,79 m.) lew symbolizuje potęgę władzy księcia i Welfów oraz aspiracje polityczne dynastii. 
Wielokrotnie odnawiany (w 1412, 1616 – kiedy to lew otrzymał nowy postument – 1721, 1762, 1792, 1818, 1858 i 1980–83) doczekał się licznych kopii i replik. W 1989 oryginalny lew został przeniesiony do zbiorów średniowiecznych Herzog Anton Ulrich-Museum w pobliskim zamku księcia, zaś na historycznym placu stanęła wierna kopia, wykonana w 1937.
Motyw Lwa brunszwickiego był wielokrotnie używany w ikonografii zarówno w średniowieczu (pieczęcie miejskie, mapa świata z Ebstorf z około 1234, „Kronika Saksonii” (Sachsenchronik) Hermanna Botego z 1492), jak i później. W czasach III Rzeszy motyw ten znalazł się na odwrotnej stronie banknotu pięciomarkowego z emisji w 1942. Historyczny wizerunek lwa znalazł również swoje odzwierciedlenie na znaczku pocztowym oraz jako logo samochodów firmy Büssing, przejętej przez przedsiębiorstwo MAN.